# Mohlis (Schmölln)
Mohlis ist ein Ortsteil der Stadt Schmölln im thüringischen Landkreis Altenburger Land. Der Ort gehörte bis zum 1. Januar 2019 zur Verwaltungsgemeinschaft Altenburger Land mit Sitz in Mehna.

## Lage
Mohlis befindet sich im Schmöllner-Altenburger Lösshügelland, einem Ausläufer der Leipziger Tieflandbucht. Das Dorf ist über die Kreisstraße 529 verkehrsmäßig an das Umland angeschlossen. Weiter südwestlich führt bei Schmölln die Bundesstraße 7 vorüber. In Schmölln ist auch der Anschluss zur Bundesautobahn 4 und der zur Bahn gegeben.

## Einwohnerentwicklung
Entwicklung der Einwohnerzahl (31. Dezember):
| - 2000 – 59 - 2001 – 58 - 2002 – 60 - 2003 – 65 | - 2004 – 64 - 2005 – 65 - 2006 – 65 |

 Datenquelle: Thüringer Landesamt für Statistik

## Geschichte
Mohlis gehörte zum wettinischen Amt Altenburg, welches ab dem 16. Jahrhundert aufgrund mehrerer Teilungen im Lauf seines Bestehens unter der Hoheit folgender Ernestinischer Herzogtümer stand: Herzogtum Sachsen (1554 bis 1572), Herzogtum Sachsen-Weimar (1572 bis 1603), Herzogtum Sachsen-Altenburg (1603 bis 1672), Herzogtum Sachsen-Gotha-Altenburg (1672 bis 1826). Bei der Neuordnung der Ernestinischen Herzogtümer im Jahr 1826 kam der Ort wiederum zum Herzogtum Sachsen-Altenburg.
Nach der Verwaltungsreform im Herzogtum gehörte Mohlis bezüglich der Verwaltung zum Ostkreis (bis 1900) bzw. zum Landratsamt Ronneburg (ab 1900). Das Dorf gehörte ab 1918 zum Freistaat Sachsen-Altenburg, der 1920 im Land Thüringen aufging. 1922 kam es zum Landkreis Altenburg.
Am 1. Juli 1950 wurde Mohlis nach Drogen eingemeindet. Bei der zweiten Kreisreform in der DDR wurden 1952 die bestehenden Länder aufgelöst und die Landkreise neu zugeschnitten. Somit kam Mohlis als Ortsteil von Drogen mit dem Kreis Schmölln an den Bezirk Leipzig; jener gehörte seit 1990 als Landkreis Schmölln zu Thüringen und ging bei der thüringischen Kreisreform 1994 im Landkreis Altenburger Land auf. Am 1. Januar 2019 wurde die Gemeinde Drogen nach Schmölln eingemeindet.

### Wirtschaftsgeschichte
Außer den Städten Altenburg und Schmölln dominieren meist Bauerndörfer, oftmals mit nicht mehr als 100 Einwohnern, die von jeweils ein bis drei großen Gütern dominiert werden, sowie kleineren „Handgütern“ – Häusern, die in früherer Zeit von Handwerkern oder den Bediensteten der Gutshöfe im Ort bewohnt wurden.
Die stattlichen Gutshöfe weisen auf die frühe intensive Landwirtschaft im Altenburger Land hin. Fruchtbare Böden und das gesetzliche Verbot der Erbteilung des Grundbesitzes im Herzogtum Sachsen-Altenburg (später als sog. Reichserbhofgesetz gesamtdeutsche Rechtsprechung) förderten das Wachstum kleiner Höfe zu großen Vierseithöfen mit oft villenähnlichen Wohnhäusern. Auch heute noch besteht die Nichtteilung als ungeschriebenes Gebot fort, um die beispielsweise in Süddeutschland weithin übliche Zerstückelung der Flächen und kleine Fluren zu verhindern. Somit sind Flurgrößen über 20 Hektar normal, Besitzflächen eines größeren Gutes bis 70 ha üblich. Mit der Dominanz der größeren Güter weist das Altenburger Land viele alteingesessene Familien (so etwa Kirmse, Misselwitz, Pohle, Gerth, Bubinger, neu hinzugekommen Sießmayr) auf, die lokales Brauchtum und ihre Familientraditionen heute wieder liebevoll pflegen können.
Ein hervorragend rekonstruiertes Beispiel ist das Gut Pohle in Mohlis, ca. 5 km von Schmölln gelegen.
Im Jahre 1893 durch den Gutsbesitzer Albin Pohle mit Hilfe von 50 italienischen Gastarbeitern errichtet, besitzt es vier große Gebäude aus massiven Backsteinen, die einen Innenhof von ca. 900 m² umschließen. Das Wohnhaus ist als schiefergedeckte Villa mit flachem Satteldach auf einer Grundfläche von 10 × 20 Metern ausgeführt und weist aufwendige Sandsteinornamente auf. Alle Gebäude sind voll unterkellert und bereits für den Maschineneinbau vorbereitet. Damit war eine für die damalige Zeit hochmoderne, teilmaschinisierte und produktive Landwirtschaft möglich, während sie vielerorts noch ohne den Einsatz von fließendem Wasser, Elektrizität von Hand, mit Pferd und Wagen betrieben wurde. Diese großzügige Form des modernen Vierseithofes findet sich häufig im Altenburger Land, da bis zur Mitte des 20. Jahrhunderts die Produktivität durch Investitionen weiter gesteigert wurde und so alte bäuerliche Bauweisen verschwanden. Sie wurden mit städtisch-bürgerlichen Architekturen ersetzt.
Die Vorgängerform mit massiven Bruchsteinwänden und Fachwerk mit Lehmgefachen ist am Wohnhaus des 1830 errichteten Gutes Baum in direkter Nachbarschaft zu sehen. Heute befinden sich die Güter in Besitz der Familien Bachmann und Pohle. Im Jahr 2016 begannen umfangreiche Sanierungsarbeiten am Wohnhaus des Gutes Pohle. Auf engem Raum werden so zwei große regionaltypische Familiengüter erhalten. Die vergleichsweise massive Bauweise bedingt auch den guten heutigen Erhaltungszustand, trotz jahrelanger Vernachlässigung der Bausubstanz durch die Genossenschaften in den Jahren der DDR.
Ein weiteres vorbildlich rekonstruiertes Gebäude findet sich in Göldschen, ca. 10 km westlich von Altenburg sowie im Orte Lödla.

## Religion

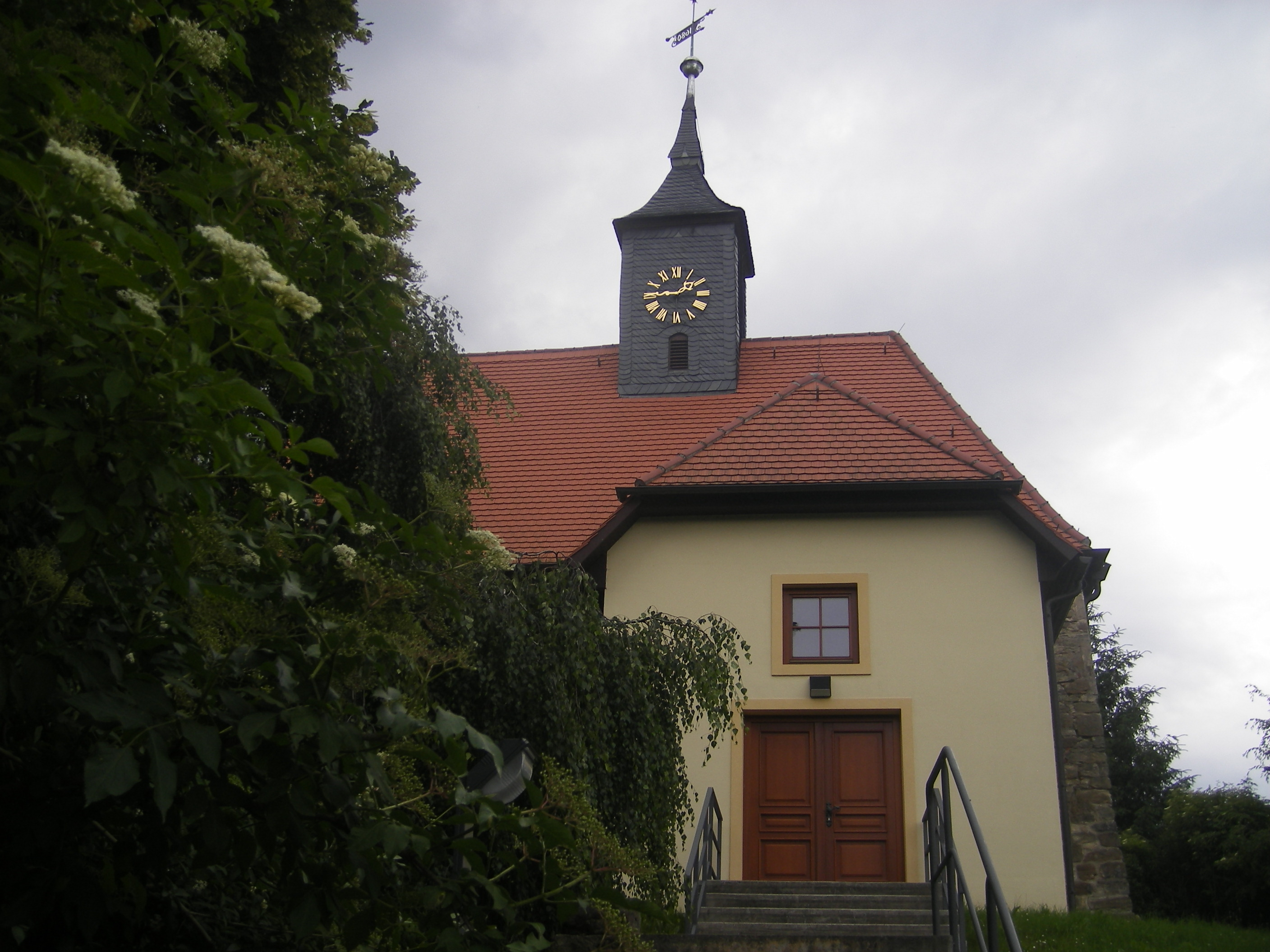
Kirche

Die Einwohner des Orts sind seit der Reformation Protestanten und gehören der Evangelischen Kirche in Mitteldeutschland an. Mohlis gehört zum Kirchspiel Altkirchen, zuständige Suptur ist Altenburg.
Mohlis besitzt eine der ältesten Pfarrkirchen im Altenburger Land. Das Gotteshaus wurde 1680 aus Feldsteinen auf dem Grund der Vorgängerkirche erbaut und ist als einschiffige Kirche mit Walmdach und kleinem Glockenturm ausgeführt. Es befindet sich auf einer Anhöhe in der Mitte des Ortes. In der Zeit der DDR fiel das Haus der Vernachlässigung anheim und wurde baufällig, drohte bis vor einigen Jahren einzustürzen, da sich der Baugrund in Bewegung gesetzt hatte.
Ab Anfang der 1990er Jahre gab es aufgrund des schlechten Bauzustandes keine Gottesdienste mehr, die zu diesem Zeitpunkt vier Gemeindemitglieder besuchten das nahe Altkirchen. Mit tatkräftiger Unterstützung eines eigens gegründeten Kirchbauvereins und zahlreicher Bürger des Ortes und der Region wurde seit dem Jahr 2000 eine Sanierung in Angriff genommen, die das Gotteshaus mittlerweile in neuem Glanz erstrahlen lässt. Gegenwärtig läuft die Sanierung des Innenraumes, nachdem eine Sicherung des Untergrundes den Einsturz verhinderte.
Zukünftig soll das Haus vor allem für kulturelle Zwecke genutzt werden, da die Mitgliederzahl der Gemeinde stark geschrumpft ist.

### Sehenswürdigkeiten

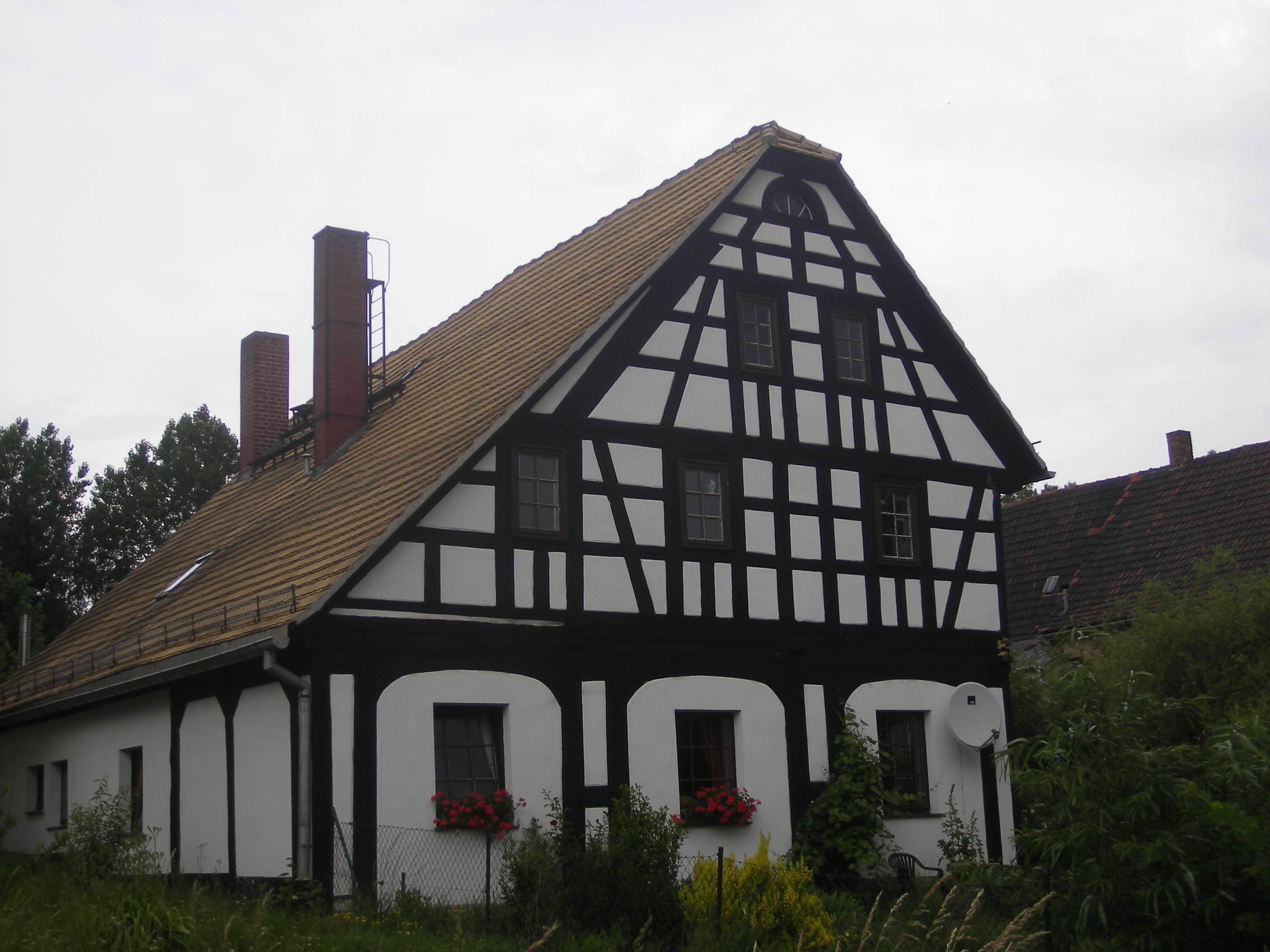
Umgebindehaus

- Dorfkirche mit umgebenden Gottesacker. Sehenswert ist insbesondere der Innenraum des schlichten Kirchleins sowie die Familiengräber auf dem Friedhof. Sie künden heute noch vom Wohlstand und dem stolzen Bauerntum des Altenburger Landes.
- Umgebindehaus im Ortskern. Das Gebäude ist in einen reizvollen Garten eingebettet und gibt ein authentisches Zeugnis von der typischen Bauweise alter Bauernhäuser im mitteldeutschen Raum.
- Wohnhaus der Familie Dimmer: hervorragendes Beispiel einer ökologischen und liebevollen Sanierung alter Bausubstanz. Familie Dimmer zog in den Ort zu und sanierte ein altes Fachwerkgebäude in Lehmbauweise.
- Hofensembles der Güter Pohle: große Gutsanlage mit denkmalgerechten sanierten Wohngebäuden aus der Jahrhundertwende sowie ein gut erhaltenes Vierseithof-Ensemble im Originalzustand aus dem 19. Jahrhundert.

Mohlis liegt eingebettet in die Felder und Wiesen des Altenburger Landes. Über Graicha führen Radwege nach Altenburg. Die Kleinstadt Schmölln befindet sich in 5 km Entfernung.

## Infrastruktur
Der Ort Mohlis befindet sich inmitten intensiv landwirtschaftlich genutzten Gebietes. Während bis zum Beginn der Zwangskollektivierung der Bauern von Mohlis vier große Güter das Land bewirtschafteten, sind die im Ort befindlichen Güter Pohle, (gewesenes Gerth) und Misselwitz heute Verpächter, d. h., sie lassen ihre Flächen durch Agrargenossenschaften oder Wiedereinrichter bewirtschaften und werden durch jährliche Pachtzinsen vergütet. Damit üben nur wenige Einwohner des Ortes einen landwirtschaftlichen Beruf aus. Zumeist pendeln die Arbeitskräfte ins nahe Schmölln oder Altenburg und gehen dort Berufen in der Industrie oder in der Dienstleistungswirtschaft nach.
Zunehmend wird der Ort aufgrund seiner zentralen Lage zwischen den Wachstumskernen Jena, Leipzig und Chemnitz-Zwickau für junge Familien interessant. Dennoch ist hier ein intimes, ungestörtes Landleben möglich. Darüber hinaus bieten eine Vielzahl von mittelständischen Industriebetrieben in Schmölln Arbeitsplätze. In den letzten Jahren stieg die Einwohnerzahl somit leicht an und der Altersdurchschnitt sank beträchtlich durch die vergleichsweise hohe Zahl von Kindern im Ort. Diese gehen – wie es bereits immer der Fall gewesen ist – in das 5 Kilometer entfernt gelegene Schmölln zur Schule. In Nachbargemeinden existieren außerdem mehrere Kindertagesstätten unterschiedlicher Ausrichtung, so dass die Vereinbarkeit von Familienleben, Beruf und Freizeit einfacher möglich ist als in den nahen Großstädten.

### Verkehr
Mohlis ist gut von der Bundesautobahn 4 über die Anschlussstellen Schmölln (5 km) und Beerwalde (7 km) zu erreichen.
In Schmölln besteht Anschluss an das Netz der Deutschen Bahn:
- RE 1 auf der Mitte-Deutschland-Verbindung Chemnitz–Göttingen sowie Regionalbahnen nach Altenburg und Gera.
- S-Bahn-Netz des Großraumes Leipzig und des Mitteldeutschen Verkehrsverbundes (MDV).